# Impact Wrestling Under Siege
Impact Wrestling Under Siege – cykl gal amerykańskiej federacji wrestlingu Impact Wrestling. Pierwsze wydarzenie odbyło się w maju 2021.

## Lista gal
| Gala               | Data         | Miasto                    | Arena                          | Walka wieczoru | Źródło |
| ------------------ | ------------ | ------------------------- | ------------------------------ | --- | ------ |
| Under Siege (2021) | 15 maja 2021 | Nashville, Tennessee      | Skyway Studios                 | Chris Bey vs. Chris Sabin vs. Matt Cardona vs. Moose vs. Sami Callihan vs. Trey Miguel Six-way match o miano pretendenta do Impact World Championship | [ 1 ]  |
| Under Siege (2022) | 7 maja 2022  | Newport, Kentucky         | Promowest Pavilion at Ovation  | Josh Alexander vs. Tomohiro Ishii Singles match o Impact World Championship                                                                           | [ 2 ]  |
| Under Siege (2023) | 26 maja 2023 | London, Ontario, Kanada   | Western Fair District Agriplex | Steve Maclin (c) vs. PCO No Disqualification match o Impact World Championship                                                                        | [ 3 ]  |
| Under Siege (2024) | 3 maja 2024  | Albany, Nowy Jork         | Washington Avenue Armory       | "Broken" Matt Hardy i Speedball Mountain (Trent Seven i Mike Bailey) vs. The System (Moose, Brian Myers i Eddie Edwards) Six-man tag team match       | [ 4 ]  |
| Under Siege (2025) | 23 maja 2025 | Brampton, Ontario, Kanada | CAA Centre                     | Joe Hendry i Elijah vs. Trick Williams i Frankie Kazarian Tag team match                                                                              |        |